# Hakumei to Mikochi
Hakumei to Mikochi (ハクメイとミコチ?   lit. Hakumei y Mikochi) es un manga escrito e ilustrado por Takuto Kashiki. Ha sido serializado en la revista Harta, anteriormente llamada Fellows!, desde 2011 y recopilado por Enterbrain en ocho volúmenes tankōbon. Una adaptación a serie de anime producida por Lerche fue emitida en Japón entre del 12 de enero y el 30 de marzo de 2018. Un OVA se incluyó en el segundo volumen Blu-ray/DVD lanzado el 27 de junio de 2018.

## Sinopsis
En un bosque habitado por pequeños humanos y animales que hablan, la historia se centra en la vida cotidiana y las aventuras de Hakumei y Mikochi, dos niñas que viven juntas en una casa del árbol.

## Personajes
Hakumei (ハクメイ?)
 Seiyū: Risae Matsuda
Una de las protagonistas, pelirroja y enérgica. Es una artesana diligente y experta, pero tiende a ponerse a sí misma y a otros en situaciones peligrosas. Estaba sin hogar y sola, antes de mudarse con Mikochi, en la ciudad de Makinata.
Mikochi (ミコチ?)
 Seiyū: Shino Shimoji
La protagonista de cabello oscuro. Es una cocinera muy respetada y prepara comida y otros productos para venderlos en una tienda cercana.
Konju (コンジュ Konju?)
 Seiyū: Aoi Yūki
Una cantante que se hace amiga de Mikochi.
Sen (セン?)
 Seiyū: Chika Anzai
Una investigadora que usa esqueletos animados para trabajar para ella.
Iwashi (イワシ?)
 Seiyū: Masaya Matsukaze
Una comadreja y compañero de trabajo de Hakumei.
Maya (マヤ?)
 Seiyū: Megumi Ogata
Propietario-gerente del café/pub «Port Lounge Kobone» frecuentado por Mikochi y Hakumei.

## Manga

### Lista de volúmenes
| N.º | Fecha de publicación | ISBN               |
| --- | -------------------- | ------------------ |
| 1   | 15 de enero de 2013  | ISBN 9784047286344 |
| 2   | 14 de enero de 2014  | ISBN 9784047293946 |
| 3   | 15 de enero de 2015  | ISBN 9784047301542 |
| 4   | 15 de enero de 2016  | ISBN 9784047309265 |
| 5   | 14 de enero de 2017  | ISBN 9784047344136 |
| 6   | 15 de enero de 2018  | ISBN 9784047348202 |
| 7   | 15 de enero de 2019  | ISBN 9784047353374 |
| 8   | 14 de enero de 2020  | ISBN 9784047357860 |

## Anime
Una adaptación a serie de anime de 12 episodios fue emitida en Japón del 12 de enero al 30 de marzo de 2018. La serie fue animada por Lerche dirigida por Masaomi Andō y guiones de Reiko Yoshida. El tema de apertura es urar de Chima, y el tema de cierre Harvest Moon Night interpretado por las actrices de voz Shino Shimoji (Mikochi) y Aoi Yūki (Konju). Las letras de los temas de cierre son exclusivas de cada episodio en referencia a la trama del episodio.